# Lista de episódios de Fudêncio e Seus Amigos
A série animada de humor ácido da MTV Brasil Fudêncio e Seus Amigos contou com 178 episódios exibidos em 6 temporadas entre 23 de agosto de 2005 e 25 de agosto de 2011 e teve episódios episódios perdidos

## Resumo
| Temporada | Temporada | Episódios | Exibição original    | Exibição original      |
| Temporada | Temporada | Episódios | Estreia de temporada | Final de temporada     |
| --------- | --------- | --------- | -------------------- | ---------------------- |
|           | 1         | 20        | 23 de agosto de 2005 | 2 de outubro de 2005   |
|           | 2         | 35        | 27 de maio de 2006   | 23 de setembro de 2006 |
|           | 3         | 41        | 15 de maio de 2007   | 27 de dezembro de 2007 |
|           | 4         | 40        | 5 de maio de 2008    | 4 de dezembro de 2008  |
|           | 5         | 29        | 2 de março de 2009   | 14 de agosto de 2009   |
|           | 6         | 13        | 2 de junho de 2011   | 25 de agosto de 2011   |

## Primeira temporada: 2005
A estreia da série foi no dia 23 de agosto de 2005. Exibia-se três episódios de 10 minutos por transmissão e foi a temporada que não teve episódios perdidos 
| N° | Data de exibição | Título                   |
| -- | ---------------- | ------------------------ |
| 01 | 23 de agosto     | Quiprocó na Lama         |
| 02 | 23 de agosto     | Pitoco de Guache         |
| 03 | 23 de agosto     | Malhando o Cucuruto      |
| 04 | 30 de agosto     | Prenda Prendida Prendada |
| 05 | 30 de agosto     | Cova Redonda             |
| 06 | 30 de agosto     | Ciência Caprina          |
| 07 | 6 de setembro    | Corrida Mambembe         |
| 08 | 6 de setembro    | Astronauta de Árvore     |
| 09 | 6 de setembro    | Instituto Médico Legal   |
| 10 | 13 de setembro   | Boi nos Ares             |
| 11 | 13 de setembro   | Domingo nas FARC         |
| 12 | 13 de setembro   | Teatro de Cú é Rola      |
| 13 | 20 de setembro   | Cotas de Cocotas         |
| 14 | 20 de setembro   | Aparando a Rabiola       |
| 15 | 20 de setembro   | Cabecedário              |
| 16 | 27 de setembro   | Museu da Ternura         |
| 17 | 27 de setembro   | Ponte de Safeno          |
| 18 | 27 de setembro   | Tutti-Fruta              |
| 19 | 2 de outubro     | Código Popoto            |
| 20 | 2 de outubro     | Baltazar é um Barato     |

## Segunda temporada: 2006
A 2ª temporada começou em 27 de maio e foi até 23 de setembro. Nessa temporada eram exibidos dois episódios de 11 minutos por dia.
| N° | Data de exibição | Título                                    |
| -- | ---------------- | ----------------------------------------- |
| 01 | 27 de maio       | Banana Mouche                             |
| 02 | 27 de maio       | Guerra Transada                           |
| 03 | 3 de junho       | Cativeiro Cativo                          |
| 04 | 3 de junho       | Caverna da Dregona                        |
| 05 | 10 de junho      | I Wanna Loyô                              |
| 06 | 10 de junho      | Gemiocídio                                |
| 07 | 17 de junho      | Foi-se o Martelo                          |
| 08 | 17 de junho      | U Are Bi Too                              |
| 09 | 24 de junho      | Pan de Ramos                              |
| 10 | 24 de junho      | O Capeta Mirim                            |
| 11 | 1 de julho       | Semana Fashion Week                       |
| 12 | 1 de julho       | Bala na Droga                             |
| 13 | 8 de julho       | Eu sou Trabalhador                        |
| 14 | 8 de julho       | Frauda Eleitoral                          |
| 15 | 15 de julho      | Karatê Cudi                               |
| 16 | 15 de julho      | Desquitismo                               |
| 17 | 22 de julho      | Caso Barata (perdido)                     |
| 18 | 22 de julho      | Reserva Indígena                          |
| 19 | 29 de julho      | Teste de DJ                               |
| 20 | 29 de julho      | Veneno de Ratazana (perdido)              |
| 21 | 5 de agosto      | Ex-Peologia                               |
| 22 | 5 de agosto      | Juca Esfirra Aberta                       |
| 23 | 12 de agosto     | Cassino                                   |
| 24 | 12 de agosto     | Beijaço                                   |
| 25 | 19 de agosto     | Top Goma                                  |
| 26 | 19 de agosto     | Apagando o Sapo                           |
| 27 | 26 de agosto     | Aparicilds                                |
| 28 | 26 de agosto     | I Don't Wanna Be Buried in a Pet Sematary |
| 29 | 2 de setembro    | Ordem no Tribunal (perdido)               |
| 30 | 2 de setembro    | Alma Peidada(perdido)                     |
| 31 | 9 de setembro    | Bola Gato                                 |
| 32 | 9 de setembro    | Habeas Corpus                             |
| 33 | 16 de setembro   | Anjo da Lei                               |
| 34 | 16 de setembro   | Apocalipsio                               |
| 35 | 23 de setembro   | Ahhtata Rabüzac (retrospectiva)           |

## Terceira temporada: 2007
A 3ª temporada foi exibida entre 15 de maio e 27 de dezembro. Ao fim desta temporada, Funérea estreou seu talk show Infortúnio.
| N° | Data de exibição | Título                                                    |
| -- | ---------------- | --------------------------------------------------------- |
| 01 | 15 de maio       | Animação Animada                                          |
| 02 | 15 de maio       | Tá Tudo Cagado                                            |
| 03 | 16 de maio       | O Aniversário do Soldado Braice                           |
| 04 | 16 de maio       | Reciclando e Andando (perdido)                            |
| 05 | 17 de maio       | Gororoba Putrefata                                        |
| 06 | 17 de maio       | Quem sabe se Fu!!! (perdido)                              |
| 07 | 22 de maio       | Terrorísmio (perdido)                                     |
| 08 | 22 de maio       | Moleque Primata                                           |
| 09 | 23 de maio       | Nipo Neguinho                                             |
| 10 | 23 de maio       | Planeta Hot                                               |
| 11 | 23 de maio       | Garota Maravilha                                          |
| 12 | 24 de maio       | Dança do Caqui                                            |
| 13 | 29 de maio       | Mensagem Subliminar                                       |
| 14 | 29 de maio       | Os Kubrusly (perdido)                                     |
| 15 | 30 de maio       | Apaixonado pra Caqui                                      |
| 16 | 30 de maio       | Futibas Church                                            |
| 17 | 31 de maio       | Bala Ploft                                                |
| 18 | 31 de maio       | Concurso Destrua o Caqui (perdido)                        |
| 19 | 4 de dezembro    | Emorruídos                                                |
| 20 | 4 de dezembro    | Apavoro                                                   |
| 21 | 5 de dezembro    | Hóspede Hospedeiro (perdido)                              |
| 22 | 5 de dezembro    | Quem Vegeta Sempre Alcança                                |
| 23 | 6 de dezembro    | Polícia Federal                                           |
| 24 | 6 de dezembro    | Chavonildo                                                |
| 25 | 11 de dezembro   | Caqui Yuppie                                              |
| 26 | 11 de dezembro   | Balonismo                                                 |
| 27 | 12 de dezembro   | Piratas do Carimbo                                        |
| 28 | 12 de dezembro   | Super Cocô                                                |
| 29 | 13 de dezembro   | Zoofilia (perdido)                                        |
| 30 | 13 de dezembro   | Peruíbe Topa Tudo (perdido)                               |
| 31 | 18 de dezembro   | Tropa de Aliche                                           |
| 32 | 18 de dezembro   | A Boneca do Zezé                                          |
| 33 | 19 de dezembro   | Gay!!                                                     |
| 34 | 19 de dezembro   | João e Maria                                              |
| 35 | 20 de dezembro   | Paixonite                                                 |
| 36 | 20 de dezembro   | Safeno Bizarro (perdido)                                  |
| –  | 25 de dezembro   | Infortúnio - Funérea entrevista Cachorro Grande (perdido) |
| 37 | 25 de dezembro   | Especial de Natal (perdido)                               |
| –  | 26 de dezembro   | Infortúnio - Funérea entrevista Fresno                    |
| 38 | 26 de dezembro   | O Pequeno Príncipe (perdido)                              |
| –  | 27 de dezembro   | Infortúnio - Funérea entrevista Supla (perdido)           |
| 39 | 27 de dezembro   | Caos Aéreo (perdido)                                      |

## Quarta temporada: 2008
Na 4ª temporada, a voz do Caqui Conrado passou a ser feita pelo VJ da MTV Brasil Felipe Solari.

Dos 24 episódios, 16 foram exibidos de 5 a 16 de maio. De 4 a 14 de agosto, o resto dos episódios foi exibido.

De 15 de agosto a 8 de novembro, a MTV exibiu reprises dos episódios desta temporada. A temporada havia sido dado por encerrada e novos episódios só seriam exibidos em 2009. As reprises dos episódios da semana continuaram até 29 de novembro e a partir do dia 8 de dezembro, reprises dos episódios anteriores da temporada também passaram a ser exibidos.
| N° | Data de exibição | Título                                          |
| -- | ---------------- | ----------------------------------------------- |
| 01 | 5 de maio        | Fudêncio Mutante                                |
| 02 | 6 de maio        | Má Influenza                                    |
| 03 | 7 de maio        | Planeta Sustentável (perdido)                   |
| 04 | 8 de maio        | O Que Está Acontecendo, Conrado?                |
| 05 | 12 de maio       | Intercâmbio Criminal                            |
| 06 | 13 de maio       | Quem Tem Tesão Não Ama                          |
| 07 | 14 de maio       | Folclore no Caqui dos Outros é Refresco         |
| 08 | 15 de maio       | Olha Só o Que a Funérea Está Falando            |
| 09 | 19 de maio       | Capeta em Forma de Guri                         |
| 10 | 20 de maio       | Champa Avonts                                   |
| –  | 21 de maio       | Infortúnio - Funérea entrevista Wander Wildner  |
| –  | 22 de maio       | Infortúnio - Funérea entrevista Felipe Solari   |
| 11 | 26 de maio       | Prástica pro Provo                              |
| 12 | 4 de agosto      | A Loira do Cocô                                 |
| 13 | 12 de agosto     | Extraterrestre                                  |
| 14 | 13 de agosto     | Cudi Copo                                       |
| 15 | 14 de agosto     | Tráfego de Drogas                               |
| –  | 5 de agosto      | Infortúnio - Funérea entrevista Nasi            |
| –  | 6 de agosto      | Infortúnio - Funérea entrevista Zé do Caixão    |
| –  | 7 de agosto      | Infortúnio - Funérea entrevista Rogério Skylab  |
| 16 | 18 de agosto     | Gangue do Patrão                                |
| 17 | 19 de agosto     | Bost                                            |
| –  | 13 de agosto     | Infortúnio - Funérea entrevista Mallu Magalhães |
| 18 | 21 de agosto     | Baratatouille                                   |
| –  | 10 de novembro   | Infortúnio - Funérea entrevista Frejat          |
| –  | 11 de novembro   | Infortúnio - Funérea entrevista Jimmy           |
| 19 | 12 de novembro   | Sequestro                                       |
| 20 | 13 de novembro   | Biblioteca Maldita                              |
| –  | 17 de novembro   | Infortúnio - Funérea entrevista Lobão           |
| –  | 18 de novembro   | Infortúnio - Funérea entrevista Thunderbird     |
| 21 | 19 de novembro   | Menino Diabo                                    |
| 22 | 20 de novembro   | Doces ou Travessuras                            |
| 23 | 24 de novembro   | Fudêncio 2000: In Your Tits, Oh Liberty!        |
| 24 | 25 de novembro   | Fudêncio 2000: The Drag Queen of Troy           |
| 25 | 26 de novembro   | Fudêncio 2000: Ball Cat                         |
| 26 | 27 de novembro   | Fudêncio 2000: Cry Over Spilt Milk              |
| 27 | 1 de dezembro    | Fudêncio 2000: Who Have Ass Have Fear (perdido) |
| 28 | 2 de dezembro    | Fudêncio 2000: Cudi Baby                        |
| 29 | 3 de dezembro    | Fudêncio 2000: Heavy Natal                      |
| 30 | 4 de dezembro    | Fudêncio 2000: Pizza Under The Arms!            |

## Quinta temporada: 2009
A 5ª temporada começou em 2 de março de 2009. Os primeiros dez episódios, exibidos nas duas primeiras semanas de março, foram edições do "Infortúnio". A segunda leva de episódios estreou em 11 de maio e durou também duas semanas e foi a última temporada a ter palavrões 
| N° | Data de exibição | Título                        |
| -- | ---------------- | ----------------------------- |
| –  | 2 de março       | Infortúnio – Laerte           |
| –  | 3 de março       | Infortúnio – Afonso           |
| –  | 4 de março       | Infortúnio – Silvio Luiz      |
| –  | 5 de março       | Infortúnio – João Gordo       |
| –  | 6 de março       | Infortúnio – Ary Toledo       |
| –  | 9 de março       | Infortúnio – Clemente         |
| –  | 10 de março      | Infortúnio – Bento            |
| –  | 11 de março      | Infortúnio – Gabriel          |
| –  | 12 de março      | Infortúnio – Japinha          |
| –  | 13 de março      | Infortúnio – Roger            |
| 01 | 11 de maio       | Zezé And The City             |
| 02 | 12 de maio       | Reabilitacão                  |
| 03 | 13 de maio       | Compra Besta, Compra          |
| 04 | 14 de maio       | Tchubarudããã                  |
| 05 | 15 de maio       | Os Segredos da Peida          |
| 06 | 18 de maio       | Meteu O Rito                  |
| 07 | 19 de maio       | Uma Cilada Para Cudi Ampola   |
| 08 | 20 de maio       | Uma Criança Na Casa Branca    |
| 09 | 21 de maio       | Júnior                        |
| 10 | 22 de maio       | As Fedelhas Superpoderosas    |
| 11 | 3 de agosto      | Crééééupúsculo!               |
| 12 | 4 de agosto      | Safeno Decide Contar          |
| 13 | 5 de agosto      | Um Neguinho Na Casa Branca II |
| 14 | 6 de agosto      | A Menina Maluquinha           |
| 15 | 7 de agosto      | Aeronave                      |
| 16 | 10 de agosto     | Um Enviadinho do Futuro       |
| 17 | 11 de agosto     | Museu do Hippie Sujo          |
| 18 | 12 de agosto     | Rei do Pop                    |
| 19 | 13 de agosto     | Gripe Suína                   |
| 20 | 14 de agosto     | Stand-Up Tragedy              |
| –  | 2 de novembro    | Infortúnio - Didi Effe        |
| –  | 3 de novembro    | Infortúnio - Pitty            |
| –  | 10 de novembro   | Infortúnio - Marcos Mion      |
| –  | 13 de novembro   | Infortúnio - Paulo Ricardo    |

## Especiais da Copa do Mundo: 2010
Quatro episódios especiais, patrocinados por diferentes empresas, foram lançados para a Copa do Mundo FIFA de 2010.
| N° | Data de exibição | Título                |
| -- | ---------------- | --------------------- |
| 01 | 17 de maio       | Mundial Surreal       |
| 02 | 24 de maio       | Loira à Rodo          |
| 03 | 31 de maio       | A Escolha do Neguinho |
| 04 | 7 de junho       | O Gênio da Bola       |

## Sexta temporada: 2011
A 6ª temporada estreou com novidades: os episódios voltam a ser semanais, mudou-se o design de alguns personagens (por exemplo, Joey Ramone fica com um estilo mais "ramoniano"), novos personagens entraram e personagens que antes eram figurantes, como o Palhaço Picadinho, passaram a ter um papel maior. Foi a última temporada e não teve mais palavrões 
| N° | Data de exibição | Título                       |
| -- | ---------------- | ---------------------------- |
| 01 | 6 de junho       | Amor de Verão                |
| 02 | 9 de junho       | A Namorada do Zezé           |
| 03 | 16 de junho      | Conrado Maneiro              |
| 04 | 23 de junho      | Ligeiramente Prenha          |
| 05 | 30 de junho      | A Morte da Funérea           |
| 06 | 7 de julho       | Wonderful World              |
| 07 | 14 de julho      | E.T. – O Contrabandista      |
| 08 | 21 de julho      | Casalzinho Cudi Cudi         |
| 09 | 28 de julho      | A Marcha do Caqui            |
| 10 | 4 de agosto      | O Barato que Dá              |
| 11 | 11 de agosto     | Quem Tem Memória, Não Lembra |
| 12 | 18 de agosto     | O Pequeno Morrissey          |
| 13 | 25 de agosto     | Quero Ser Cazé Peçanha       |